# Mario Burke
Mario Burke, född 18 mars 1997, är en friidrottare från Barbados. Han deltog vid olympiska sommarspelen 2020.